# Gunnar Ohlsson
Gunnar Ohlsson, född 25 oktober 1918 i Sillhövda socken, död 21 juli 1993, var en svensk jurist som var lagman i Karlskrona tingsrätt från 1971 till 1983.
Ohlsson blev juris kandidat vid Lunds universitet 1944 och genomförde tingstjänstgöring 1944-1947 innan han 1947 blev fiskal vid hovrätten över Skåne och Blekinge. Han blev tingsdomare 1959 och hovrättsråd 1963. Han var lagman i Karlskrona tingsrätt 1971-1983.
Ohlsson var son till lantbrukare Ernst Ohlsson och hans maka Alma, född Johansson. Han var gift från 1943 med Brita, född Truedsson 1921.